# وزارة مصطفى مدبولي الثانية
وزارة مصطفى مدبولي الثانية هي الوزارة الخامسة والعشرون بعد المائة في تاريخ مصر، كلف مصطفى مدبولي بتشكيل وزارته الثانية في 3 يونيو 2024، فيما صدر قرار التشكيل الوزاري وأدت الوزارة اليمين الدستورية في 3 يوليو 2024 وذلك عقب انتهاء الانتخابات الرئاسية في 18 ديسمبر 2023 وأداء الرئيس عبد الفتاح السيسي اليمين الدستورية لفترة رئاسية ثالثة في 2 أبريل 2024.

## أعضاء الحكومة
ملاحظات:
- تبدأ مدة الوزارة من تاريخ العمل بقرار رئيس الجمهورية الصادر بتشكيل الوزارة.
- تنتهي مدة الوزارة في تاريخ استقالة الوزارة بينما يستمر بعدها التشكيل الوزاري في تسيير الأعمال لحين صدور قرار تشكيل الوزارة الجديدة.

| المنصب                                      | شاغل المنصب                       | تولي المنصب | تولي المنصب | غادر المنصب   | غادر المنصب   |
| المنصب                                      | شاغل المنصب                       | في | وزارة | في            | وزارة         |
| ------------------------------------------- | --------------------------------- | --- | --- | ------------- | ------------- |
| رئيس مجلس الوزراء                           | مصطفى مدبولي                      | 14 يونيو 2018 | وزارة مصطفى مدبولي الأولى | في المنصب     | في المنصب     |
| نائب رئيس مجلس الوزراء للتنمية البشرية      | خالد عبد الغفار                   | 3 يوليو 2024 | 3 يوليو 2024 | في المنصب     | في المنصب     |
| نائب رئيس مجلس الوزراء للتنمية الصناعية     | كامل الوزير                       | 3 يوليو 2024 | 3 يوليو 2024 | في المنصب     | في المنصب     |
| الوزير المختص بشؤون الإصلاح الإداري         | مصطفى مدبولي                      | 22 ديسمبر 2022 | وزارة مصطفى مدبولي الأولى | في المنصب     | في المنصب     |
| الصحة والسكان                               | خالد عبد الغفار                   | 13 أغسطس 2022 | وزارة مصطفى مدبولي الأولى | في المنصب     | في المنصب     |
| النقل                                       | كامل الوزير                       | 11 مارس 2019 | وزارة مصطفى مدبولي الأولى | في المنصب     | في المنصب     |
| الصناعة                                     | كامل الوزير                       | 3 يوليو 2024 | 3 يوليو 2024 | في المنصب     | في المنصب     |
| الدفاع والإنتاج الحربي                      | عبد المجيد صقر                    | 3 يوليو 2024 | 3 يوليو 2024 | في المنصب     | في المنصب     |
| التخطيط والتنمية الاقتصادية والتعاون الدولي | رانيا المشاط                      | 22 ديسمبر 2019 "وزيرة التعاون الدولي - وزارة مصطفى مدبولي الأولى" 3 يوليو 2024 "وزيرة التخطيط والتنمية الإقتصادية والتعاون الدولي - وزارة مصطفى مدبولي الثانية" | 22 ديسمبر 2019 "وزيرة التعاون الدولي - وزارة مصطفى مدبولي الأولى" 3 يوليو 2024 "وزيرة التخطيط والتنمية الإقتصادية والتعاون الدولي - وزارة مصطفى مدبولي الثانية" | في المنصب     | في المنصب     |
| الداخلية                                    | محمود توفيق                       | 14 يونيو 2018 | وزارة مصطفى مدبولي الأولى | في المنصب     | في المنصب     |
| البيئة                                      | ياسمين فؤاد                       | 14 يونيو 2018 | وزارة مصطفى مدبولي الأولى | 20 يوليو 2025 | 20 يوليو 2025 |
| البيئة                                      | منال عوض ميخائيل (قائمة بالأعمال) | 20 يوليو 2025 | 20 يوليو 2025 | في المنصب     | في المنصب     |
| الاتصالات وتكنولوجيا المعلومات              | عمرو طلعت                         | 14 يونيو 2018 | وزارة مصطفى مدبولي الأولى | في المنصب     | في المنصب     |
| الشباب والرياضة                             | أشرف صبحي                         | 14 يونيو 2018 | وزارة مصطفى مدبولي الأولى | في المنصب     | في المنصب     |
| التعليم العالي والبحث العلمي                | محمد أيمن عاشور                   | 13 أغسطس 2022 | وزارة مصطفى مدبولي الأولى | في المنصب     | في المنصب     |
| الدولة للإنتاج الحربي                       | محمد صلاح الدين مصطفى             | 13 أغسطس 2022 | وزارة مصطفى مدبولي الأولى | في المنصب     | في المنصب     |
| الموارد المائية والري                       | هاني سويلم                        | 13 أغسطس 2022 | وزارة مصطفى مدبولي الأولى | في المنصب     | في المنصب     |
| الكهرباء والطاقة المتجددة                   | محمود عصمت                        | 3 يوليو 2024 | 3 يوليو 2024 | في المنصب     | في المنصب     |
| التنمية المحلية                             | منال عوض ميخائيل                  | 3 يوليو 2024 | 3 يوليو 2024 | في المنصب     | في المنصب     |
| المالية                                     | أحمد كوجك                         | 3 يوليو 2024 | 3 يوليو 2024 | في المنصب     | في المنصب     |
| السياحة والآثار                             | شريف فتحي                         | 3 يوليو 2024 | 3 يوليو 2024 | في المنصب     | في المنصب     |
| التضامن الاجتماعي                           | مايا مرسي                         | 3 يوليو 2024 | 3 يوليو 2024 | في المنصب     | في المنصب     |
| التموين والتجارة الداخلية                   | شريف فاروق                        | 3 يوليو 2024 | 3 يوليو 2024 | في المنصب     | في المنصب     |
| الخارجية والهجرة وشئون المصريين بالخارج     | بدر عبد العاطي                    | 3 يوليو 2024 | 3 يوليو 2024 | في المنصب     | في المنصب     |
| العدل                                       | عدنان فنجري                       | 3 يوليو 2024 | 3 يوليو 2024 | في المنصب     | في المنصب     |
| الشؤون النيابية والقانونية والتواصل السياسي | محمود فوزي عبد الباري             | 3 يوليو 2024 | 3 يوليو 2024 | في المنصب     | في المنصب     |
| الأوقاف                                     | أسامة الأزهري                     | 3 يوليو 2024 | 3 يوليو 2024 | في المنصب     | في المنصب     |
| الطيران المدني                              | سامح الحفني                       | 3 يوليو 2024 | 3 يوليو 2024 | في المنصب     | في المنصب     |
| الإسكان والمرافق والمجتمعات العمرانية       | شريف الشربيني                     | 3 يوليو 2024 | 3 يوليو 2024 | في المنصب     | في المنصب     |
| الزراعة واستصلاح الأراضي                    | علاء الدين فاروق                  | 3 يوليو 2024 | 3 يوليو 2024 | في المنصب     | في المنصب     |
| قطاع الأعمال العام                          | محمد شيمي                         | 3 يوليو 2024 | 3 يوليو 2024 | في المنصب     | في المنصب     |
| الاستثمار والتجارة الخارجية                 | حسن الخطيب                        | 3 يوليو 2024 | 3 يوليو 2024 | في المنصب     | في المنصب     |
| العمل                                       | محمد جبران                        | 3 يوليو 2024 | 3 يوليو 2024 | في المنصب     | في المنصب     |
| الثقافة                                     | أحمد فؤاد هنو                     | 3 يوليو 2024 | 3 يوليو 2024 | في المنصب     | في المنصب     |
| التربية والتعليم والتعليم الفني             | محمد عبد اللطيف                   | 3 يوليو 2024 | 3 يوليو 2024 | في المنصب     | في المنصب     |
| البترول والثروة المعدنية                    | كريم بدوي                         | 3 يوليو 2024 | 3 يوليو 2024 | في المنصب     | في المنصب     |

## نواب الوزراء
- شريف فتحي الكيلاني - نائب وزير المالية
- يمني أسامة فريد البحار - نائب وزير السياحة والآثار
- عبلة أحمد علي الألفي - نائب وزير الصحة
- محمد محمود ناصر الطيب - نائب وزير الصحة
- عمرو محمد قنديل - نائب وزير الصحة
- مارجريت صاروفيم يوسف - نائب وزير التضامن الإجتماعي
- حسام الدين صالح عثمان - نائب وزير التعليم العالي